# 72-es busz (Pécs)
A pécsi 72-es jelzésű autóbusz a Belváros és a rózsadombi lakótelep között teremtett közvetlen kapcsolatot. A járat a korábbi 7-es busz és a korábbi 62-es busz összevonásával jött létre. 72-es jelzéssel viszonylag ritkán járt, a legtöbb járat 73-as illetve 73Y jelzéssel közlekedtte. Ezek odafele a 72-essel megegyező útvonalon és menetidővel közlekedtek, Főpályaudvar felé (málomi és) Malomvölgyi úti betéréssel.

## Története
2010. június 16-án indult az első 72-es busz, a 71-es járat sikere következtében. A járatot a 162-es délutáni indulásai kárára hozták létre, mivel nem volt komoly kihasználtsága a járatnak. 2010 és 2013 között a 7-es járat kiegészítőjárata volt, Kertvárosból indult, a 7-es vonalán haladt végig a belvárosig és vissza, a Bőrgyártól visszafelé a jelenlegi útvonalon. Csak hétköznap délután közlekedett, napi 17 járat. A járat sikerére (és az Árpád híd felújítására) való tekintettel 2013-ban minden 62-es helyett 72-es járatot terveztek, mely a belvárosi hurok helyett a Főpályaudvaron végállomást kapott, ezáltal megszűnt a 7-es és a 162-es járat is.

## Útvonala
| Fagyöngy utca felé | Főpályaudvar felé |
| --- | --- |
| Indóház tér – Szabadság út – Rákóczi út – Alsómalom utca – Siklósi út – Maléter Pál út – Aidinger János utca – Nagy Imre út – Malomvölgyi út – Illyés Gyula utca – Fagyöngy utca | Fagyöngy utca – Illyés Gyula utca – Malomvölgyi út – Nagy Imre út – Aidinger János utca – Maléter Pál út – Siklósi út – Alsómalom utca – Rákóczi út – Szabadság út – Indóház tér |

## Megállóhelyei
| 72 (Főpályaudvar – Fagyöngy utca) |                          |          | |                                                                         |
| Perc (↓)                          | Megállóhely              | Perc (↑) | Átszállási kapcsolatok a járat megszűnésekor | Létesítmények                                                           |
| 0                                 | Főpályaudvar végállomás  | 26       | 3, 4, 4Y, 6, 13, 13Y, 14, 14Y, 15, 15A, 20, 30, 31, 32, 32Y, 33, 34, 35, 35Y, 36, 36Y, 37, 38, 39, 40, 41, 41Y, 42, 71, 71Y, 73, 73Y, 104, 113, 130, 130A, 140 · Főpályaudvar                  | Vasútállomás, MÁV Területi Igazgatósága, Autóbusz-állomás               |
| 3                                 | Zsolnay-szobor           | 24       | 2, 2A, 3, 6, 13, 13Y, 14, 14Y, 15, 15A, 22, 23, 23Y, 24, 25, 26, 26Y, 27, 28, 30, 31, 32, 32Y, 34, 35, 35Y, 36, 36Y, 38, 39, 40, 44, 71, 71Y, 73, 73Y, 113, 122, 123, 123Y, 124, 130, 140, 155 | Postapalota, OTP, ÁNTSZ, Megyei Bíróság, Zsolnay-szobor                 |
| 5                                 | Árkád                    | 21       | 2, 2A, 3, 6, 4, 4Y, 13, 13Y, 14, 14Y, 15, 15A, 22, 23, 23Y, 24, 25, 26, 26Y, 27, 28, 33, 38, 39, 40, 71, 71Y, 73, 73Y, 104, 113, 122, 123, 123Y, 124, 140, 155                                 | Árkád, Kossuth tér, Konzum áruház, Anyakönyvi Önkormányzat, APEH, Skála |
| 8                                 | Autóbusz-állomás         | 18       | 3, 6, 22, 23, 23Y, 24, 60, 60A, 71, 71Y, 73, 73Y, 122, 123, 123Y, 124, 130, 130A, 160 | Távolsági autóbusz-állomás, Árkád, Vásárcsarnok                         |
| 10                                | Bőrgyár                  | 17       | 3, 6, 22, 23, 23Y, 24, 41, 41Y, 42, 60, 60A, 71, 71Y, 73, 73Y, 122, 123, 123Y, 124, 130, 130A, 160                                                                                             | Pécsi Bőrgyár, Pannon Volán telephely                                   |
| 12                                | Béke utca                | 15       | 6, 22, 23, 23Y, 24, 41, 41Y, 42, 71, 71Y, 73, 73Y, 123Y, 124 | Interspar                                                               |
| 13                                | Temető északi kapu       | 13       | 6, 22, 23, 23Y, 24, 41, 71, 71Y, 73, 73Y, 123Y, 124 | Temető, Honvéd kórház                                                   |
| 15                                | Temető déli kapu         | 11       | 6, 41, 71, 71Y, 73, 73Y | Temető, Park Center                                                     |
| 16                                | Littke József utca       | 9        | 6, 71, 71Y, 73, 73Y, 121, 142 |                                                                         |
| 18                                | Aidinger János út        | 7        | 1, 22, 23, 23Y, 24, 55, 60, 60A, 71, 71Y, 73, 73Y, 122, 123, 123Y, 124, 142, 160 |                                                                         |
| 19                                | Sztárai Mihály út        | 6        | 1, 22, 23, 23Y, 24, 55, 60, 60A, 71, 71Y, 73, 73Y, 122, 123, 123Y, 124, 142, 160 | Árpád Fejedelem Gimnázium és Általános Iskola                           |
| 20                                | Csontváry utca           | 5        | 1, 22, 23, 23Y, 24, 55, 60, 60A, 71, 71Y, 73, 73Y, 121, 122, 123, 123Y, 124, 142, 160 | Apáczai Csere János Nevelési Központ                                    |
| 23                                | Gadó utca                | 3        | 62, 73, 73Y, 122, 123, 123Y, 124, 142 |                                                                         |
| 24                                | Málom-hegyi út           | 2        | 62, 73, 73Y, 122, 123, 123Y, 124, 142 | Illyés Gyula Általános Iskola                                           |
| 25                                | Csipke utca              | 1        | 62, 73, 73Y, 122, 123, 123Y, 124, 142 |                                                                         |
| 26                                | Fagyöngy utca végállomás | 0        | 62, 73, 73Y, 122, 123, 123Y, 124, 142 |                                                                         |